# 5013 Suzhousanzhong
5013 Suzhousanzhong eller 1964 VT1 är en asteroid i huvudbältet som upptäcktes den 9 november 1964 av Purple Mountain-observatoriet i Nanjing, Kina. Den är uppkallad efter Suzhousanzhong skolan.
Asteroiden har en diameter på ungefär 10 kilometer.